# 츠바키 타카유키
츠바키 타카유키(椿隆之, 1982년 6월 28일 ~ )는 일본의 배우이다. 지바현 출신이다.
2001년 데뷔를 했으며, 《가면라이더 블레이드》 출연으로 주목을 받게 되었다.
이후 가면라이더 관련 작품에 참여하는 등 꾸준히 활동을 이어왔는데, 2016년 11월에 폭행을 당해 중상을 입은 사실이 알려졌다. 주차 문제로 한 운전자와 시비가 붙었는데, 운전자의 동생이 돌연 골프채로 그의 얼굴을 가격한 것. 범인은 그 자리에서 체포되었고, 이 사건이 언론에 대서특필되며 대중들에게 알려진다. 다만 이 과정에서 본인은 《가면라이더 블레이드》가 다시 알려지는 계기가 되어 감사하다는 말을 남기며, 대인배 대응을 했다. 얼굴의 절반이 골절되는 큰 사고였기 때문에 팬들의 우려를 자아냈으나, 수술 후 회복하여 활동을 계속 이어가고 있다.